# حمزة بن شريف
حمزة بن شريف (بالفرنسية: Hamza Bencherif)‏ هو لاعب كرة قدم جزائري يلعب حاليا وسط ميدان في نادي نوتنغهام فورست في البطولة الإنجليزية

## حياته
ولد في 02 فبراير 1988 في العاصمة الفرنسية باريس لأبوين جزائريين مهاجرين دخل مدرسة نادي غينغامب الفرنسية وفيها تكون كوسط ميدان ذو نزعة هجومية وبعدها انتقل إلى البطولة الإنجليزية والبضبط نادي ماكسفيلد الذي يلعب في الدرجة الأولى لموسمين 2009/2011 ثم بعدها نادي نوتنغهام فورست من 2011 إلى غاية اليوم.

## المنتخب الجزائري
لعب للمنتخب الجزائري لأقل من عشرين سنة والآن لمنتخب الآمال الجزائري ويطمح للعب للمنتخب الأول

## وصلات خارجية
- حمزة بن شريف على موقع قاعدة بيانات كرة القدم.إي يو (الإنجليزية)
- حمزة بن شريف على موقع Soccerbase.com (لاعب) (الإنجليزية)
- حمزة بن شريف على موقع Soccerway.com (الإنجليزية)